# MONUSCO

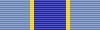
Baretka medalu ONZ za misję MONUC.

MONUSCO, czyli Misja Stabilizacyjna Organizacji Narodów Zjednoczonych w Demokratycznej Republice Konga (fr. Mission de l’Organisation des Nations Unies en République Démocratique du Congo, ang. United Nations Organization Mission in the Democratic Republic of the Congo; przed 2011 jako MONUC, Misja Organizacji Narodów Zjednoczonych w Demokratycznej Republice Konga) – misja ustanowiona przez Radę Bezpieczeństwa ONZ rezolucją S/RES/1279 z dnia 30 listopada 1999. Utworzona została w celu utrzymania łączności ze wszystkimi stronami porozumienia, do którego doszło w lipcu 1999 w Lusace. Wtedy to Demokratyczna Republika Konga i 5 państw regionu po latach walk podpisały porozumienie o zawieszeniu broni. 24 lutego 2000 Rada rozszerzyła mandat i rozmiar misji. Dowódcą kontyngentu MONUSCO jest Martin Kobler.
24 lutego 2013 w etiopskiej stolicy Addis Abebie miały miejsce rozmowy, które zakończyły się podpisaniem przez liderów krajów Wielkich Jezior porozumienia pokojowego dla wschodniej części Demokratycznej Republiki Konga. Sygnatariuszami porozumienia byli prezydenci DRK (Joseph Kabila), Angoli (José Eduardo dos Santos), Burundi (Pierre Nkurunziza), Republiki Środkowoafrykańskiej (François Bozizé), Republiki Konga (Denis Sassou-Nguesso), Rwandy (Paul Kagame), Republiki Południowej Afryki (Jacob Zuma), Sudanu Południowego (Salva Kiir Mayardit), Tanzanii (Jakaya Kikwete), Ugandy (Yoweri Museveni) i Zambii (Michael Sata). Świadkiem podpisania umowy był Sekretarz Generalny ONZ Ban Ki-moon. Dokument pozwalał 2500-osobowej brygadzie interwencyjnej wojsk MONUSCO brać udział w walkach z zorganizowanymi ugrupowaniami rebelianckimi. Wówczas siły oenzetowskie w Kiwu liczył 17 tys. żołnierzy z możliwością rozszerzenia kontyngentu do 19,8 tys. żołnierzy.
Mandat MONUSCO obejmuje: 
- ustanowienie i utrzymanie stałego kontaktu z centrami dowodzenia wszystkich sił zbrojnych
- rozwinięcie w czasie 45 dni od przyjęcia rezolucji 1291 (2000) planu wprowadzającego porozumienia o zawieszeniu broni ze szczególnym uwzględnieniem następujących celów: 
  - zebranie i weryfikacja informacji o wszystkich miejscowych siłach zbrojnych
  - utrzymanie stanu zawieszenia walk
  - rozdzielenie i przemieszczenie na odpowiednie pozycje sił zbrojnych poszczególnych stron konfliktu, a następnie rozbrojenie, demobilizacja, powrót do miejsc zamieszkania członków zbrojnych grup, i wycofanie obcych sił zbrojnych
- rozmowy ze stronami konfliktu w celu wypuszczenia jeńców wojennych
- współpracę z międzynarodowymi organizacjami humanitarnymi
- zapewnienie pomocy w działaniach humanitarnych i nadzorowanie, przestrzegania praw człowieka, ze szczególnym uwzględnieniem kobiet, dzieci i nieletnich żołnierzy
- koordynację działalności agencji Narodów Zjednoczonych w Demokratycznej Republice Konga
- prowadzenie działań mających na celu eliminację min i materiałów wybuchowych
- zakres bojowy 3-tysięcznej Brygady Interwencyjnej po porozumieniu z Addis Abeby z lutego 2013, powołanej w lipcu 2013.